# Xiaohongshu
Xiaohongshu (XHS; спрощена китайська: 小红书; традиційна китайська: 小紅書; піньїнь: Xiǎohóngshū; укр. "Червона книжечка"), також відома як RedNote (стилізовано REDnote) або просто RED — соціальна мережа та платформа для електронної комерції.
Xiaohongshu називають «китайською відповіддю Instagram». 70% користувачів платформи народились після 1990 і майже 70% з них — жінки. У 2025 застосунок отримав приплив нових користувачів зі Сполучених Штатів Америки через припинення роботи TikTok в США згідно з Законом про захист американців від програм, контрольованих іноземними супротивниками.

## Назва
Китайська назва була натхненна двома важливими інституціями для кар'єри співзасновника Чарлвіна Мао, які обоє використовують червоний як свій основний колір: Bain & Company, де він працював консультантом, і Стенфордська вища школа бізнесу, де він отримав МБА.
Американські користувачі часто скорочують додаток до RedNote.

## Історія
Xiaohongshu було засновано Мірандою Цюй і Чарлвіном Мао в 2013 році як онлайн-гід для китайських покупців, який забезпечує платформу, де користувачі можуть переглядати товари та ділитися своїм досвідом покупок із спільнотою. У жовтні 2014 року засновники почали зосереджуватися на з’єднанні китайських споживачів із глобальними роздрібними торговцями та створили власну транскордонну платформу електронної комерції, де китайські споживачі могли купувати товари з-за кордону та замовляти напряму.
У 2015 році Xiaohongshu відкрила свої склади в Шеньчжені, Гуандун і Чженчжоу Хенань.
Станом на травень 2017 року Xiaohongshu мала понад 50 мільйонів користувачів і заробила майже 10 мільярдів  юаней, що зробило її однією з найбільших платформ електронної комерції у світі. Того ж місяця запрацювала міжнародна логістична система Xiaohongshu REDelivery. 6 червня того ж року компанія Xiaohongshu провела шопінг-фестиваль на честь своєї четвертої річниці, під час якого дохід від продажів перевищив 100 мільйонів юаней за 2 години, а додаток посів того дня перше місце в App Store у категорії «Покупки».
У червні 2018 року Alibaba Group і Tencent інвестували 300 мільйонів доларів США в Xiaohongshu, з оцінкою в 3 мільярди доларів США.
У 2018 році Xiaohongshu стала інтернаціоналізованою платформою, яка привернула увагу багатьох закордонних користувачів. Однак наприкінці того ж року Xiaohongshu зіткнулась із проблемами регулювання, і її сторінки у магазинах додатків були призупинені.
Через те, що спочатку платформа зосереджувалась на моді і тредах краси, в перші роки користувачі Xiaohongshu були переважно жінками. Згідно зі звітом, опублікованим у квітні 2021 року, 90% користувачів Xiaohongshu були жінками. Додаток привернув заможних жінок покоління Z у містах Китаю як альтернатива Instagram, який заблоковано в країні. Згодом Xiaohongshu скорегувала свою корпоративну стратегію, щоб залучити більше користувачів чоловічої статі, аби зберегти своє зростання. У 2021 році було оголошено, що платформа просуватиме контент для чоловіків.
У 2023 році Sequoia China купила акції Xiaohongshu в рамках кількох транзакцій на суму 14 мільярдів доларів.
За даними Financial Times, Xiaohongshu завершив раунд продажу існуючих акцій новим і колишнім інвесторам приблизно в липні 2024 року, що оцінило компанію приблизно в 17 мільярдів доларів. У цьому раунді брали участь відомі інвестори венчурного капіталу, зокрема DST Global, HongShan (раніше Sequoia China), Hillhouse Investment, Boyu Capital і CITIC Capital. Платформа, яка вже має значну підтримку китайських технологічних гігантів Tencent і Alibaba, досягла прибутковості у 2023 році з чистим прибутком у 500 мільйонів доларів США при доходах у 3,7 мільярда доларів. Вона отримує прибуток переважно за рахунок реклами, зокрема від косметичних брендів. Однак компанія зіштовхується з проблемами, оскільки багато користувачів купують рекомендовані товари на інших платформах, таких як Taobao і Tmall, що обмежує потенціал прямої електронної комерції Xiaohongshu. Незважаючи на велику базу користувачів із понад 300 мільйонами активних користувачів щомісяця з високою залученістю, загальний дохід компанії залишається значно нижчим, ніж у Douyin.
У січні 2025 року потенційна заборона TikTok у США змусила багатьох користувачів з США шукати альтернативу TikTok, що призвело до значного збільшення завантажень Xiaohongshu. Це була найбільш завантажувана безкоштовна програма в App Store, і #TikTokRefugee стало популярною темою. У зв’язку з припливом американських користувачів TikTok до Xiaohongshu Financial Times написали, що співробітник із Xiahongshu заявив, що платформа намагається отримати вигоду від раптового притоку користувачів із США, і може знадобиться скоригувати процеси перевірки контенту, якщо американські інфлюенсери почнуть публікувати дописи. Згідно з The Beijing News, Xiaohongshu оголосила про терміновий набір модераторів англомовного контенту, щоб розширити свою команду модераторів.

## Особливості
Домашня сторінка програми представлена у вигляді нотаток у стилі Pinterest.
Користувачі можуть публікувати, шукати та зберігати нотатки із оглядами товарів і туристичних місць, що відомо як посадка трави (Кит.: 种草, сленг, що означає «ділитися та рекомендувати товар»)  а також продавати та купувати товари.

### Пошук
Оскільки Xiaohongshu зосереджується на темах способу життя, екосистема дала йому зростаючу перевагу в конкуренції з традиційними китайськими пошуковими системами, що зробило його пошуковою системою нового покоління та заслужило їй репутацію «Національного посібника зі способу життя». Xiaohongshu зафіксував майже 600 мільйонів щоденних пошукових запитів у четвертому кварталі 2024 року, як повідомляється, це вдвічі менше, ніж у Baidu, кількість запитів подвоїлась за минулий рік.
У січні 2025 року Xiaohongshu представить Diandian, пошуковий інструмент на основі штучного інтелекту, який наразі перебуває на етапі бета-тестування.

## Контраверсії
У жовтні 2021 року Xiaohongshu отримав критику за потурання сильно відфільтрованим, стилізованим фотографіям і ідеально знятим зображенням, які ставали все більш поширеними у стрічках платформи. 17 жовтня 2021 року платформа випустила заяву на WeChat, у якій визнала, що існує проблема, пов’язана з тим, що тревел-інфлюенсери публікують «надто гарні» фотографії мальовничих місць. Згідно із заявою, Xiaohongshu принесли вибачення та зазначили, що оскільки «блогери чітко не позначили свої роботи як творчу фотографію, люди сприйняли їх як пораду для подорожей. Користувачі, які відвідали місця, були розчаровані різницею між їхніми очікуваннями та реальністю». Крім того, Xiaohongshu вирішили перенести IPO зі Сполучених Штатів до Гонконгу. Згідно зі звітом Bloomberg News у липні, це включало вимогу до всіх компаній, які володіють даними понад 1 мільйона користувачів, подати огляд перевірки кібербезпеки, що стало однією з причин призупинення лістингу Xiaohongshu у Сполучених Штатах.
У грудні 2021 року у відповідь на втрату довіри громадськості до автентичності вмісту, розміщеного на платформі, Xiaohongshu створив спеціальну команду для виявлення та видалення шахрайського контенту. Також була впроваджена система, яка використовує алгоритми та перевірку людиною для блокування фальсифікованого контенту. За даними компанії, з того часу платформа забанила 81 бренд і продавця, видалила 172 600 фальшивих відгуків і видалила 53 600 облікових записів.
25 січня 2022 року з’явилося повідомлення про те, що Xiaohongshu отримала штраф від місцевої влади в Шанхаї на загальну суму 300 000 юаней за те, що вона не видалила контент, який вважався шкідливим для неповнолітніх. Штраф пов’язаний із порушенням закону про кібербезпеку, який гарантує захист неповнолітніх після того, як у грудні 2021 року державна телерадіокомпанія Центральне телебачення Китаю оприлюднила повідомлення про те, що вона виявила відео, опубліковане на Xiaohongshu, на якому показано неповнолітніх дівчат у різних станах роздягнення, представлених у рекламі брендів нижньої білизни.
У грудні 2022 року уряд Тайваню заборонив службовцям державного сектору використовувати Xiaohongshu на офіційних пристроях через побоювання щодо національної безпеки.

## Зовнішні посилання
- Офіційний вебсайт